# Elena Smurova
Elena Jur'evna Smurova (in russo Елена Юрьевна Смурова?; Leningrado, 18 gennaio 1974) è un'ex pallanuotista russa, vincitrice di una medaglia di bronzo ai giochi olimpici di Sydney 2000.